# 9816 фон Матт
9816 фон Матт (9816 von Matt) — астероїд головного поясу, відкритий 24 вересня 1960 року.
Тіссеранів параметр щодо Юпітера — 3,266.